# Mõnnuste
Mõnnuste (Duits: Mönnust) is een plaats in de Estlandse gemeente Saaremaa, provincie Saaremaa. De plaats heeft de status van dorp (Estisch: küla) en telt 57 inwoners (2021).
Tot in december 2014 behoorde Mõnnuste tot de gemeente Kärla, tot in oktober 2017 tot de gemeente Lääne-Saare en sindsdien tot de fusiegemeente Saaremaa.

## Geschiedenis
Mõnnuste werd voor het eerst genoemd in 1592 onder de naam Mons. In de jaren 1738-1744 werd een landgoed Mõnnuste gevormd uit stukken van de landgoederen van Lümanda en Paju (het tegenwoordige Pajumõisa).
In 1868 kreeg Mõnnuste een orthodoxe kerk, de Kolmainu Jumala Ilmumise kirik (kerk van de Verkondiging van de Heilige Drie-eenheid). In 1941 sloopten de Sovjetbezetters de klokkentoren, omdat de kerk in de aanvliegroute naar de Luchthaven Kuressaare lag (die toen in aanbouw was). In 1950 sloten ze de kerk, die sindsdien in gebruik is geweest als sporthal, opslagruimte en schaapskooi. Er is nu alleen nog een ruïne over.